# Cevins
Cevins è un comune francese di 684 abitanti situato nel dipartimento della Savoia della regione dell'Alvernia-Rodano-Alpi.

## Storia
Da Cevins, epoca romana, passava la via delle Gallie, strada romana consolare fatta costruire da Augusto per collegare la Pianura Padana con la Gallia.

## Società

### Evoluzione demografica
Abitanti censiti